# Энкё (Камакура)
Энкё, Энгё, Энкэй (яп. 延慶 энкё:,энкэй) — девиз правления (нэнго) японского императора Ханадзоно, использовавшийся с 1308 по 1311 год .

## Продолжительность
Начало и конец эры:
- 9-й день 10-й луны 3-го года Токудзи (по юлианскому календарю — 22 ноября 1308);
- 28-й день 4-й луны 4-го года Энкё (по юлианскому календарю — 17 мая 1311).

## Происхождение
Название нэнго было заимствовано из 52-го цзюаня древнекитайского сочинения Хоу Ханьшу:「以功名延慶于後」.

## События
даты по юлианскому календарю
- 1308 (1-й год Энкё) — после кончины императора Го-Нидзё воцарился новый владыка Ханадзоно в возрасте 12 лет[5]; его восхождение на престол произошло при сотрудничестве сёгуната и бывшего императора Фусими, который стал фактическим главой императорской семьи в качестве императора-затворника[6];
- 1308 (1-й год Энкё) — сёгун Хисаакира был свергнут, и вместо него пост сёгуна занял его старший сын Морикуни[7];
- 1308 год (10-я луна 1-го года Энкё) — сэссё Кудзё Моронори уходит в отставку; на его место стал Такацукаса Фуюхира[5];
- 1309 год (2-я луна 2-го года Энкё) — Коноэ Иэхира наречён садайдзином[5]>;
- 1310 год (11-я луна 3-го года Энкё) — скончался Ходзё Садафуса, занимавший пост рокухара тандай (представитель камакурского военного правительства) в Киото; на его место назначили Ходзё Токиацу[8].

## Сравнительная таблица
Ниже представлена таблица соответствия японского традиционного и европейского летосчисления. В скобках к номеру года японской эры указано название соответствующего года из 60-летнего цикла китайской системы гань-чжи. Японские месяцы традиционно названы лунами.
| 1-й год Энкё (Земляная Обезьяна)    | 1-я луна        | 2-я луна*  | 3-я луна* | 4-я луна  | 5-я луна* | 6-я луна  | 7-я луна*              | 8-я луна   | 8-я луна* (високосная) | 9-я луна   | 10-я луна* | 11-я луна     | 12-я луна      |
| ----------------------------------- | --------------- | ---------- | --------- | --------- | --------- | --------- | ---------------------- | ---------- | ---------------------- | ---------- | ---------- | ------------- | -------------- |
| Юлианский календарь                 | 24 января 1308  | 23 февраля | 23 марта  | 21 апреля | 21 мая    | 19 июня   | 19 июля                | 17 августа | 16 сентября            | 15 октября | 14 ноября  | 13 декабря    | 12 января 1309 |
| 2-й год Энкё (Земляной Петух)       | 1-я луна        | 2-я луна*  | 3-я луна  | 4-я луна* | 5-я луна* | 6-я луна* | 7-я луна               | 8-я луна   | 9-я луна*              | 10-я луна  | 11-я луна  | 12-я луна     |                |
| Юлианский календарь                 | 11 февраля 1309 | 13 марта   | 11 апреля | 11 мая    | 9 июня    | 8 июля    | 6 августа              | 5 сентября | 5 октября              | 3 ноября   | 3 декабря  | 2 января 1310 |                |
| 3-й год Энкё (Металлическая Собака) | 1-я луна*       | 2-я луна   | 3-я луна* | 4-я луна  | 5-я луна* | 6-я луна* | 7-я луна*              | 8-я луна   | 9-я луна*              | 10-я луна  | 11-я луна  | 12-я луна     |                |
| Юлианский календарь                 | 1 февраля 1310  | 2 марта    | 1 апреля  | 30 апреля | 30 мая    | 28 июня   | 27 июля                | 25 августа | 24 сентября            | 23 октября | 22 ноября  | 22 декабря    |                |
| 4-й год Энкё (Металлическая Свинья) | 1-я луна*       | 2-я луна   | 3-я луна  | 4-я луна* | 5-я луна* | 6-я луна  | 6-я луна* (високосная) | 7-я луна*  | 8-я луна               | 9-я луна*  | 10-я луна  | 11-я луна     | 12-я луна*     |
| Юлианский календарь                 | 21 января 1311  | 19 февраля | 21 марта  | 20 апреля | 19 мая    | 17 июня   | 17 июля                | 15 августа | 13 сентября            | 13 октября | 11 ноября  | 11 декабря    | 10 января 1312 |

* звёздочкой отмечены короткие месяцы (луны) продолжительностью 29 дней. Остальные месяцы длятся 30 дней.